# Slachtofferhulp Nederland
Slachtofferhulp Nederland helpt slachtoffers van een misdrijf, verkeersongeluk of calamiteit. Ook helpt de organisatie achterblijvers van vermissing. Op de ruim 80 locaties zetten 1100 vrijwilligers en 500 beroepskrachten zich in voor de hulp aan slachtoffers. Het aanbod bestaat uit praktische en juridische hulp en emotionele ondersteuning. Slachtofferhulp Nederland helpt ook nabestaanden en andere betrokkenen zoals getuigen. De hulp is altijd kosteloos. 

## Doel
Slachtofferhulp Nederland heeft als missie om slachtoffers te ondersteunen bij het verwerken van de gebeurtenis en, waar mogelijk, herstellen dan wel verlichten van de materiële en immateriële schade. De zelfredzaamheid en weerbaarheid van het slachtoffer zijn daarbij het uitgangspunt. 
Daarnaast spant Slachtofferhulp Nederland zich in voor de verbetering van de positie en rechten van slachtoffers in het algemeen en stimuleert zij de kennisontwikkeling op dit gebied.

## Activiteiten
Slachtofferhulp Nederland hielp in 2015 182.039 mensen die in Nederland slachtoffer zijn geworden van een misdrijf, verkeersongeluk, ramp of calamiteit. Daarnaast helpt de organisatie nabestaanden, getuigen en andere betrokkenen. Slachtofferhulp biedt praktische adviezen, juridische hulp en emotionele ondersteuning. Slachtofferhulp Nederland is een landelijke, deskundige en professionele organisatie die werkt met meer dan 1300 vrijwilligers en 460 beroepskrachten.
De politie is de belangrijkste netwerkpartner van Slachtofferhulp Nederland.
Ze verwijst slachtoffers van misdrijven en verkeerongelukken door naar Slachtofferhulp Nederland. 90% van de slachtoffers die Slachtofferhulp Nederland helpt, komt binnen via de politie.
Slachtofferhulp Nederland biedt hulp op drie gebieden:
Juridische hulp
De juridische gevolgen en mogelijkheden zijn voor veel slachtoffers onbekend terrein. Slachtofferhulp Nederland geeft hen daarom informatie over juridische procedures en verzekeringen. Daarnaast helpt de organisatie slachtoffers die schade willen verhalen op een dader. Verder kunnen slachtoffers desgewenst aan de rechter, Officier van Justitie en verdachte vertellen over de gevolgen van een misdrijf. Dit kan via spreekrecht tijdens de rechtszitting of een schriftelijke slachtofferverklaring. Slachtofferhulp Nederland begeleidt hierbij.
Praktische hulp
Uiteenlopende formulieren invullen, contact onderhouden met verschillende instanties. Slachtoffers worden vaak geconfronteerd met zaken waarmee ze geen ervaring of waarvan ze geen kennis hebben. Slachtofferhulp Nederland ondersteunt hen daarbij. De organisatie helpt indien nodig bij het schrijven van brieven, gaat soms mee naar politie, advocaat of rechtbank en verwijst zo nodig door naar deskundigen als letselschadeadvocaten en andere hulpverleners.
Emotionele hulp
Angst, boosheid, een neerslachtig gevoel. Iedere slachtoffer reageert anders op een ingrijpende gebeurtenis. Zo’n gebeurtenis kan ook leiden tot lichamelijke klachten. Slachtofferhulp Nederland helpt slachtoffers de draad weer op te pakken, uitgaande van de eigen veerkracht van mensen.
Andere kenmerken van de dienstverlening zijn:
- De hulp heeft een sterk persoonlijke benadering.
- Er zijn geen wachtlijsten voor mensen die een beroep op Slachtofferhulp Nederland doen.
- Nadat slachtoffers door de politie zijn doorverwezen, worden ze actief benaderd.
- De hulp is gratis. Daardoor is de hulp laagdrempelig.
- Alles wordt vertrouwelijk behandeld.
- Indien nodig verwijzen de medewerkers van Slachtofferhulp Nederland hun cliënten door naar de reguliere, specialistische hulpverlening.

## Organisatie
Slachtofferhulp Nederland werkt vanuit 80 locaties verspreid over het hele land en een landelijk kantoor in Utrecht. 
De organisatie wordt o.a. gefinancierd door het Ministerie van Justitie en Veiligheid en het Fonds Slachtofferhulp.

## Geschiedenis
Slachtofferhulp Nederland bestaat sinds 1984. De belangrijkste ontwikkeling voor het ontstaan van Slachtofferhulp Nederland vond plaats in de jaren 70. Deze ontwikkeling betrof het teruggekeerde inzicht dat bij criminaliteit niet alleen daders betrokken zijn, maar ook slachtoffers. 
De opkomst van de slachtofferbeweging vond plaats op meerdere plaatsen in de wereld, maar was in eerste instantie beperkt tot een klein aantal landen, zoals de VS, het Verenigd Koninkrijk en later ook Nederland. Na een proef in Rotterdam in 1984 was de beurt aan heel Nederland. De oprichting van de Landelijke Organisatie Slachtofferhulp, de voorloper van Slachtofferhulp Nederland, was een feit.
Belangrijke ontwikkelingen:
- 1984 Start Slachtofferhulp Nederland
- 1989 Hulpverlening wordt uitgebreid naar slachtoffers verkeer
- 1995 Wet Terwee[1]; wet slachtofferhulp
- 2002 Slachtofferhulp Nederland wordt een landelijke organisatie
- 2004 Komst schriftelijke slachtofferverklaring
- 2005 Invoering spreekrecht
- 2009 Jubileum 25 jaar Slachtofferhulp Nederland
- 2009 Landelijk casemanagement levensdelicten
- 2011 Wet versterking positie slachtoffer